# 허정 (촉한)
허정(許靖, 149년 이전 ~ 222년)은 중국 후한 말기 ~ 삼국 시대 촉한 초기의 정치가로, 자는 문휴(文休)이며 여남군 평여현(平輿縣, 현재의 허난성 주마뎬시 핑위현) 사람이다.

## 생애
허소와 함께 인물비평으로 이름이 알려지게 되었지만, 허소가 군의 공조(功曹)가 된 뒤 허정이 출사하지 못하게 하였다. 이후 태수 유익(劉翊)으로부터 효렴에 천거되어, 상서랑(尙書郎)으로 임명되었다. 영제가 죽은 뒤, 하진과 십상시가 주살되어 동탁이 정권을 잡자, 동탁은 주비를 이부상서(吏部尙書)로 삼아 허정과 함께 인사를 맡겼다. 주비와 허정은 순상·한융·진기·한복·공주·장막·유대 등을 중앙의 요직이나 지방의 장관으로 임명하였으며, 허정 자신은 파군태수가 되었으나, 임지로 떠나지 않고 조정에 남아 어사중승(御史中丞)을 보좌하였다.
주비와 허정이 임용한 관리들이 반동탁 연합군에 참가하였다. 이 때문에 주비는 동탁에게 목숨을 잃었다. 진국상을 맡고 있던 허정의 사촌형 허탕(許湯)도 예주자사 공주와 협력하고 있었으므로 허정도 처형당할까 두려워 공주에게로 달아났다. 공주가 죽은 후에는 양주자사 진의에게 몸을 의탁하였고, 진의가 죽자 구면인 오군도위 허공과 회계태수 왕랑을 의지하였다.
이후 강동에 손책이 진출하자 난리를 피해 교주로 달아났으며, 교주를 통치하고 있던 사섭의 예우를 받았다. 당시 사섭에게 몸을 의지했던 원휘는 순욱에게 허정의 인물됨을 칭찬하는 편지를 보냈으며, 조조가 교주에 사절로 보낸 장상(張翔)은 허정을 초빙하려고 하였으나, 허정은 이를 거절하였다. 그 뒤 유장에게 초빙되었고, 파군과 광한군의 태수로 임명되었다. 211년, 촉군태수 왕상(王商)이 죽자, 그의 뒤를 이어 촉군태수가 되었다.
214년, 유비가 유장을 공격하여 성도(成都)가 포위당하자, 성벽을 넘어와 항복하려 했지만 발각되어 붙잡혔다. 유장은 허정을 원망하거나 죽이지 않았지만, 이 때문에 유비는 촉을 평정한 뒤에도 허정을 관직에 임명하지 않았다. 이에 법정이 유비에게 허정을 발탁하도록 진언하였고, 유비는 허정을 좌장군장사(左將軍長史)에 임명하였다.
유비가 한중왕(漢中王)에 오를 당시 허정은 진군장군(鎭軍將軍)을 맡고 있었으며, 유비가 한중왕에 오른 뒤에는 태부로 봉해졌다. 220년 조비가 헌제에게 양위받아 황제가 되었고, 촉에서는 헌제가 살해되었다는 그릇된 소문이 전해졌다. 이에 221년 허정은 다른 문무백관들과 함께 유비에게 황제에 즉위하도록 권했고, 유비가 황제에 오르자 사도가 되었다.
222년, 죽었다. 아들 허흠(許欽)은 허정이 세상을 떠나기 전 요절하였으며, 손자 허유(許游)는 경요 연간(年間)에 상서(尙書)가 되었다.
허정은 위나라에서 중직을 역임한 화흠·왕랑·진군과 평생 동안 가까운 사이를 유지하였으며, 계속 편지를 교환하였다. 유비가 숨을 거둔 직후 왕랑은 허정에게 제갈량과 유선의 항복을 권고하는 편지를 보내었으나, 허정이 죽어 답장을 받지 못하였다.
형의 외손자인 진지가 어려서 부모를 잃고 허정에게 의탁하자 받아들여 양육하였고, 후에 진지는 유선에게 깊이 신임과 총애를 받아 중용되었다.

## 허정의 친족관계

### 관련 인물
진지　허소

## 같이 보기
- 삼국지 인물 목록